# Etapa de Campo Grande da Stock Car Brasil de 2009
A Etapa de Londrina foi a oitava corrida da temporada de 2009 da Stock Car Brasil. O público foi de 31 mil pessoas.[carece de fontes?] O vencendor da prova foi o piloto Thiago Camilo.

## Corrida
| Pos | Nº | Piloto             | Equipe | Voltas | Tempo/Aband. | Grid | Pontos |
| --- | -- | ------------------ | ------ | ------ | ------------ | ---- | ------ |
| 1   |    | Thiago Camilo      |        | 29     | 43min52s414  | 2    | 25     |
| 2   |    | Duda Pamplona      |        | 29     | a 0s346      | 7    | 20     |
| 3   |    | Atila Abreu        |        | 29     | a 0s975      | 1    | 16     |
| 4   |    | Valdeno Brito      |        | 29     | a 3s595      | 15   | 14     |
| 5   |    | Ricardo Sperafico  |        | 29     | a 7s727      | 12   | 12     |
| 6   |    | Allam Khodair      |        | 29     | a 9s291      | 8    | 10     |
| 7   |    | Ricardo Mauricio   |        | 29     | a 10s009     | 13   | 9      |
| 8   |    | Luciano Burti      |        | 29     | a 10s298     | 11   | 8      |
| 9   |    | Cacá Bueno         |        | 29     | a 12s704     | 6    | 7      |
| 10  |    | Xandinho Negrão    |        | 29     | a 13s486     | 4    | 6      |
| 11  |    | Daniel Serra       |        | 29     | a 25s862     | 3    | 5      |
| 12  |    | Giuliano Losacco   |        | 29     | a 26s066     |      | 4      |
| 13  |    | Popó Bueno         |        | 29     | a 36s080     |      | 3      |
| 14  |    | Ricardo Zonta      |        | 29     | a 36s510     |      | 2      |
| 15  |    | David Muffato      |        | 29     | a 37s284     |      | 1      |
| 16  |    | Alceu Feldmann     |        | 29     | a 37s856     |      |        |
| 18  |    | Antonio Jorge Neto |        | 29     | a 47s748     |      |        |
| 19  |    | Norberto Gresse    |        | 29     | a 48s460     |      |        |
| 20  |    | Lico Kaesemodel    |        | 29     | a 49s483     |      |        |
| 21  |    | Felipe Maluhy      |        | 29     | a 52s245     |      |        |
| 22  |    | Alan Hellmeister   |        | 29     | a 1min04s078 |      |        |
| 23  |    | Nonô Figueiredo    |        | 29     | a 1min04s779 |      |        |
| 24  |    | Hoover Orsi        |        | 28     | a 1 volta    |      |        |
| 25  |    | Max Wilson         |        | 26     | a 3 voltas   |      |        |
| Ret |    | Chico Serra        |        |        | a 12 voltas  |      |        |
| Ret |    | Paulo Salustiano   |        |        | a 12 voltas  |      |        |
| Ret |    | Pedro Gomes        |        |        | a 13 voltas  |      |        |
| Ret |    | Marcos Gomes       |        |        | a 28 voltas  |      |        |